# 484 (số)
484 (bốn trăm tám mươi tư) là một số tự nhiên ngay sau 483 và ngay trước 485.

## Trong toán học
- Số 484 là số chính phương.
- Căn bậc hai của 484 là 22.